# Anisogomphus vulvalis
Anisogomphus vulvalis – gatunek ważki z rodziny gadziogłówkowatych (Gomphidae).